# Oiseaux du Canada (billets de banque)
Pour les articles homonymes, voir Oiseaux du Canada.
Les oiseaux du Canada sont la cinquième série de billets de banque en dollars canadiens émis par la Banque du Canada. Elle a été mise en circulation pour la première fois en 1986 et remplace la série des scènes du Canada.
Elle marque la disparition du billet de 1 $, ce dernier ayant commencé à être remplacé par une pièce en 1987. Il s’agit aussi de la dernière série avec billets de 2 $ et de 1 000 $.

## Billets
L'ensemble des billets de la série présentent les mêmes dimensions 152,4 mm × 69,85 mm.
| Valeur  | Couleur     | Recto                       | Verso                     | Création | Emission         | Retrait           |
| ------- | ----------- | --------------------------- | ------------------------- | -------- | ---------------- | ----------------- |
| 2 $     | Terra cotta | Élizabeth II                | Merle d'Amérique          | 1986     | 2 septembre 1986 | 16 février 1996   |
| 5 $     | Bleu        | Wilfrid Laurier             | Martin-pêcheur d'Amérique | 1986     | 28 avril 1986    | 27 mars 2002      |
| 10 $    | Violet      | John A. Macdonald           | Balbuzard pêcheur         | 1989     | 27 juin 1989     | 17 janvier 2001   |
| 20 $    | Vert        | Élizabeth II                | Plongeon huard            | 1991     | 29 juin 1993     | 29 septembre 2004 |
| 50 $    | Rouge       | William Lyon Mackenzie King | Harfang des neiges        | 1988     | 1 décembre 1989  | 17 novembre 2004  |
| 100 $   | Marron      | Robert Borden               | Bernache du Canada        | 1988     | 3 décembre 1990  | 17 mars 2004      |
| 1 000 $ | Rose        | Élizabeth II                | Durbec des sapins         | 1988     | 4 mai 1992       | 12 mai 2000       |